# 毕顿圣诞年刊

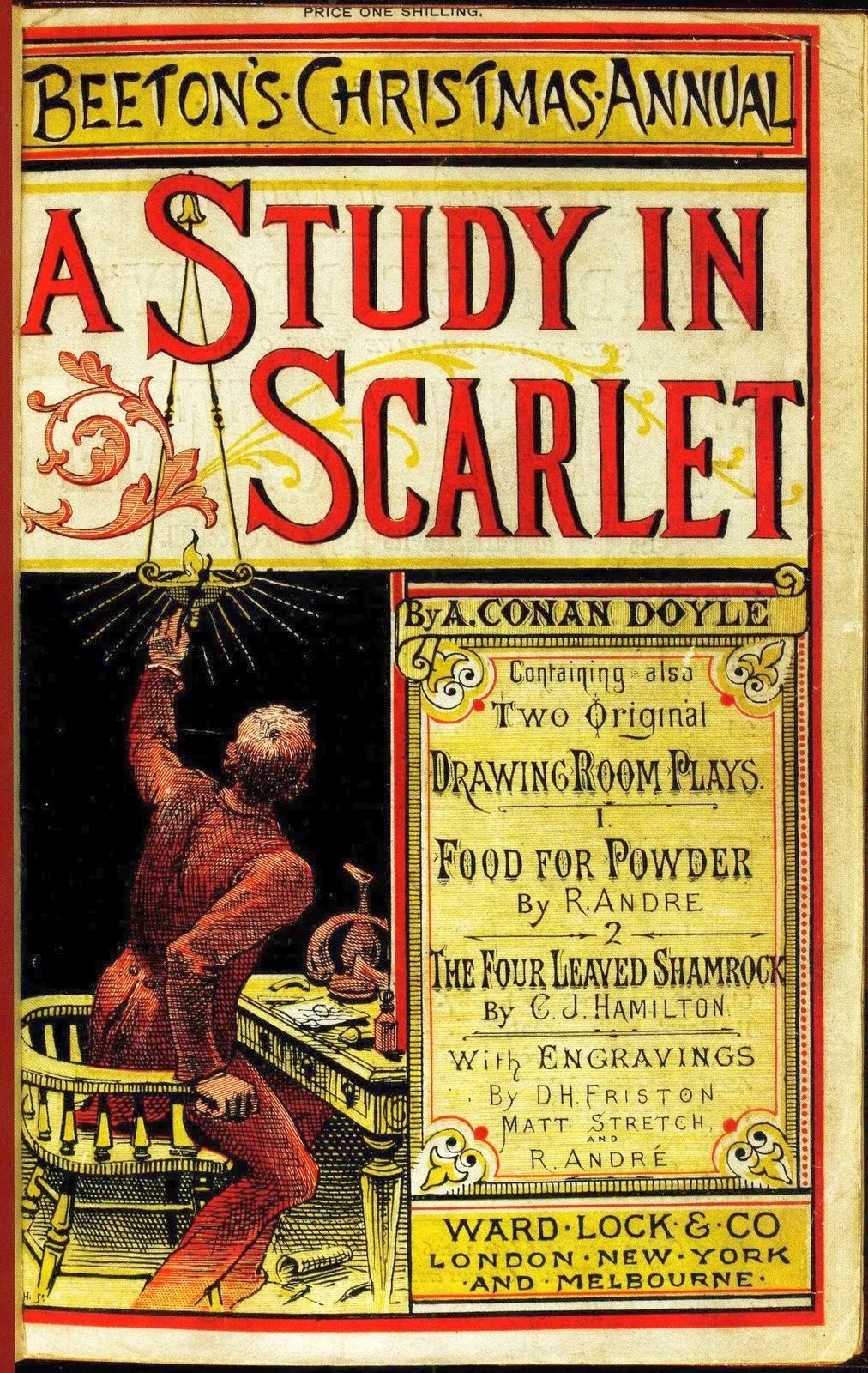
比顿圣诞年刊的封面页收录了阿瑟·柯南·道尔的小说《血字的研究》（1887 年）

比顿圣诞年刊是一本由塞缪尔·奥查特·比顿创办的英国平装杂志，在 1860 年至 1898 年间印刷。此杂志的1887 年 11 月号刊登了阿瑟·柯南·道尔的题为《血字的研究》 的小说 ，其中介绍了著名虚构侦探歇洛克·福尔摩斯和他的朋友华生等人物。 